# Cynanchum fernandezii
Cynanchum fernandezii är en oleanderväxtart som beskrevs av G. Morillo. Cynanchum fernandezii ingår i släktet Cynanchum och familjen oleanderväxter. Inga underarter finns listade i Catalogue of Life.